# Јерменовци
Јерменовци (мађ. Űrményháza) су насеље у општини Пландиште, у Јужнобанатском округу, у Србији. Према попису из 2022. било је 614 становника.

## Име
Име села Јерменовци значи кућа Јермена. (мађ: Űrményházа), Űrmény−Јермен, házа−кућа.

## Локација
Јерменовци се налазе на 45° 11' северне географске ширине и 21° 02' источне географске дужине. Надморска висина села је 76 m. Најближа већа места су Пландиште (9 km), Алибунар (18 km) и Вршац (36 km).

## Историја
По археолошкој карти Војводине коју је саставио Рудолф Шмит, а издало Историјско друштво у Новом Саду 1939. године код Јерменоваца из римског доба (од 98 до 268. године н. е.) пронађени су новац и темељни зидови.

### Аустроугарски период
Након Великог бечког рата и 160 година турске владавине, Банат је припао Аустрији. Тај период је трајао све до краја Првог светског рата. У овом периоду је настала нова фаза развитка насеља и у општини Пландиште је створено пет нових насеља за потребе новодошлих становника: Ирмењхаза (мађ. Űrményháza), данашњи Јерменовци (1817) Сечењифалва (мађ. Szécsenyfalva), данашње Дужине (1837), Ујфалу (мађ. Újfalu), данашње Марковићево (1842), Ђерђхаза (мађ. Győrgyháza), данашња Велика Греда (1850) и Рарош.
Године 1779. Банат је додељен Угарској и на његовој територији су организоване три жупаније: Торонталска, Тамишка и Крашковско-Северинска. Организација жупаније је у Банат довела стотинак мађарских породица из Угарске и из Ердеља пошто је само племић могао бити чиновник жупаније. Те године општина је на западном крају села поделила 25 плацева за куће месној сиротињи. Тада је настао данашњи источни шор улице Петефи Шандора.
Јерменовцима се управљало из Беча, прво преко главног команданта граничарских трупа у Темишвару, а од 1751. преко цивилне, коморске Земаљске администрације. Услед овога, у Банату није било племства, па ни приватних спахија. Цео Банат је имао само једну управу, а то је био цар, односно Бечка Придворна комора. Сви становници Баната били су, изузев граничара, коморски поданици, камералисте. Ту је Камерални директор Ирмењи (мађ. Űrmény) из Темишвара, марта 1817. године населио 62 мађарске породице из Мајше, Апатфалве и Ракошке пустаре. Укупно 60 породица је добило земљиште и окућницу, а две само окућницу. Колонију су колонисти назвали по оснивачу Ирмењхаза.
Годину дана касније колонија је имала 482 становника. Ирмењхаза је припадала административно и верски Зичидорфу, односно Пландишту. Жупски уред у Зичидорфу је од 1. јануара 1820. водио посебну матичну књигу рођених, умрлих и венчаних за Ирмењхазу. Те године, 1820, је рођено двадесеторо деце, умрло двадесет и седморо, а склопљено је пет бракова. Године 1827. село је бројало 573 мештанина католичке вере.
Због наглог пораста становништва осетила се потреба за школом. Настава је почела 1833. године, први учитељ био је Михаљ Немчич. У згради школе била је и богомоља. Нова црква почела је да се зида 27. октобра 1834. године, преко пута данашње школе. Завршена је 5. фебруара 1835. и тада је Јожеф Мартински, жупник из Зичидорфа посветио цркву у част свете Ане. Зидови цркве су прављени од набоја.
По подацима из Прегледа колонизације Војводине у 18. и 19. веку у делу о колонизацији Мађара аутора др Борислава Јанкулова стоји да су 1840. године Мађари из разних општина Алфелда, ондашње Угарске, населили Јерменовце, а по Феликсу Милекеру 1844. у Јерменовце је дошло 80 породица када је формирана источна улица. По др Јанкулову сви ти мађарски колонисти долазе у Банат већином као вртлари, садиоци дувана и кубикаши, чијим је радом знатно унапређена пољопривреда. Као кубикаши, веома отпорни према маларији, имају великих заслуга у погледу загађења и канализације пространих баровитих низија Војводине, нарочито Баната. Први досељеници бавили су се узгојем житарица, након другог насељавања, посветили су се гајењу дувана. Држава је узимала десетину на име пореза по одлуци, односно посебном урбаријуму Марије Терезије. Касније су житељи давали трећину, па половину од дувана и уз аренду обрађивали земљу с тим да су били обавезни 4 јутра да засаде дуваном. У брошури о Јерменовцима штампаној 1984. аутора Фехера Лајоша из Јерменоваца стоји да село и околину нису мимоилазиле елементарне непогоде. Падао је град, владала епидемија колере, излио се канал Марије Терезије, а понекад је, мада је удаљенији, село угрожавао и канал Ројге. За време револуције 1848. године село је страдало; 14. септембра исте године Срби из алибунарског табора запалили су Ирмењихазу, а становништво је побегло. Становништво се из бекства вратило на Духове 1849. године. При повратку затекли су само згаришта. Прво су сазидали куће, а затим су почели да обрађују земљу да обезбеде себи средства за живот. Земљу су три године издавали на пола становницима суседних села, јер нису имали стоку за вучу и оруђе. За време револуције 1848. изгорела је и црква. Посредством краљевске ризнице 1868. село добија свештеника Јожефа Њарија родом из Макоа. Цркву су рестаурирали 1854. године, а 1855. је извршено њено посвећивање. Године 1854. насеље је имало 1192 становника. Према подацима из 1854. године земљиште је било подељено на следећи начин: општини је припадало 2713 катастарских јутара, а краљевски властелински посед се простирао на 3532 јутра. Канал Марије Терезије и река Ројга излили су се 1870. године због чега три године мештани овог насеља нису могли да обрађују њиве. Те године ископан је канал Мали Бегеј, а са каналом Марије Терезије био је повезан браном, а данас каналом Дунав—Тиса—Дунав. Већина становништва је рибарењем обезбедила себи опстанак. Године 1873. ово насеље добија општинског бележника, а годину дана касније изграђена је нова школа у коју и данас ученици користе. Средства за изградњу школе обезбедили су насељеници и држава. Нова данашња црква почела је да се гради 3. јуна 1886. године, а радови су завршени 10. септембра исте године. Освећена је 3. децембра 1886. године. Зграда парохије зидана је 1902. године. Главни олтар је освећен 26. јула 1905. године. Поштанско здање почиње са радом 1886. године. Ова пошта је била у контакту са поштом у Зичидорфу одакле су доносили пошту пешице до 1904. када крећу поштанске кочије. По Феликсу Милекеру број становника у Јерменовцима је био следећи: 1869. године било је 1740 становника (највише бројно стање до Првог светског рата), 1880 - 1576; 1890 - 1709; 1900 -(услед исељавања)- 1586; 1910 - 1605; 1931 - 1836 и по последњем попису 1991 - 1165 што чини 8 посто укупног становништва општине. Данас, као и кроз прошлост, највише живи у овом насељу Мађара (76,7%), Срба (5,6%), Словака (4,8%) и других. Недељна пијаца за купопродају стоке и занатских производа је отворена 1892. године. Ради већег промета покренута је скела на каналу Марије Терезије између Јерменоваца и Јаношика, а те године је саграђен и млин који је 1931. године изгорео. Штедно-кредитна задруга је почела са радом 1898. године и из њеног Фонда даван је зајам имућним становницима. Та задруга је постојала све до 1945. по називом Штедионица. У селу су избушена два артеска бунара 1899. једна пред школом, а други на пашњаку. На предлог учитеља основана је библиотека 1900. године која је имала на почетку рада 50 чланова. Од тог доба насеље напредује. Пред Први светски рат — 1913. село је добило зграду општине са осам просторија и са водоводом као и станом за општинског бележника. Стан је имао и купатило. Сазидане су и модерне економске зграде у дворишту, избушен артески бунар за потребе водовода, а башту су засадили воћем и виновом лозом. Тада је сазидано обданиште поред кога је изграђен и стан за васпитача. У прво време то је била зграда за дневни боравак, а деца су долазила и пре и по подне, спавала су у посебној просторији. Ове зграде и данас постоје.

### Краљевина Југославија
У новембру 1918. године ушла је српска војска у Ирмењихазу, која је припојена 1919. Торонталско-тамишкој жупанији. Ирмењихаза мења име и постаје Јерменовци 1921. године и тада је пописано 336 кућа са 1833 становника. Пустара „Чавош“ је 1924. стављена по удар аграрне реформе и сваки добровољац добио је плац и 5 хектара земље. Већ 1921. било је насељено 154 колониста. Насељавање је трајало до 1924. године. Становници Липтајеве и Орцијеве пустаре, обе у атару Велике Греде, 1923. године молили су да буду припојени јерменовачком атару што је годину дана касније и учињено. Јерменовачки атар је повећан са 2790 на 6426 ланаца. Добровољно ватрогасно друштво основано је 1923. године, које заједно са културно-уметничким друштвом приређује позоришне представе, игранке и забаве, а приход је ишао ватрогасцима. На иницијативу средњошколаца и студената 1930. оснива се фудбалски тим који је 1934. и службено уписан као тим. Лекар је одређеним данима долазио из Мариолане, данашњег Пландишта, а 1938, село добија апотеку. У Другом светском рату становништво је живело у тешкој материјалној ситуацији. Из овог села у народноослободилачку војску отишло је око 100 мушкараца који су се борили у саставу војвођанских и славонских јединица. Дванаесторо је погинуло.
Мештани су 25. јула 1961. у спомен палим борцима открили споменик.

### Социјалистичка Југославија
Од 1946. године школа са шест разреда прерасла је у школу са седам разреда, а у јесен 1947. отвара се и нижа гимназија. Од 1952. због смањеног броја ученика укида се нижа гимназија. Осмогодишња школа је отворена 1966. на мађарском језику. Од 1957. настава иде и на српском језику, а укинута је 1964. Од 1973. реформом у школи укидају се виши разреди у Јерменовцима и настава од 5-тог до 8-ог организује се у Пландишту на мађарском језику. Данас поново у Јерменовцима постоји осмогодишња школа на мађарском језику.
За ово насеље је занимљивост чињеница да ј у близини пронађена нафта. У атару села 1951. године почињу истраживања налазишта нафте и 9. новембра 1952. на површину први пут избија нафта. Континуирана производња креће 25. маја 1953. године. Тада је саграђен индустријски колосек железнице и нови асфалтни пут и уведена је струја. Иначе само село струју добија 25. децембра 1958. године, а телефон знатно раније 1920.
Општине Алибунар и Пландиште су 1968. повезане асфалтним путем које пролази кроз Јерменовце. Нафташка колонија је формирана 1955. када су саграђени савремени станови, раднички хотел и ресторан друштвене исхране. Од 1973. године отворена је бања сезонског карактера са лековитом термалном водом која је након пар година престала са радом. Централни водовод ово насеље добија 1976. године.

## Географија
Јерменовци се налазе у западном делу општине. На свега 500 метара западно од овог села је канал Дунав—Тиса—Дунав преко којег постоји мост који спаја општину са алибунарском општином. Иначе, канал ДТД је почео да се гради 1947. године по пројекту инжењера Николе Миркова. Све воде општине отичу у ДТД. Његова укупна дужина је 150 km, а 30 km протиче кроз општину Пландиште. Размак између круна насипа је од 50 до 60 метара, а висина насипа се креће између 5 и 7 метара. Овај канал одводњава северни део атара Јерменоваца. Надморска висина села је 78 m. У атару Јерменоваца налази се и најнижа тачка надморске висине у општини која износи 74,6 m. Сам атар Јерменоваца има облик неправилног многоугла, правац пружања је северозапад-југоисток дужине 13 километара. Највећа ширина јерменовачког атара је 8 km. Село се пружа југозапад-североисток. Облик насеља је неправилног правоугаоника. Дужина села је 1500, а ширина 750 m. Постоје 4 дужне и исто толико попречних улица. Секу се под правим углом и све су асфалтиране. На улицама има доста зеленила. Село нема природних споменика културе нити паркова. Има само један споменик палим борцима у Другом светском рату који је изграђен 1961. године.

## Демографија
- Према попису из 1910. године је имао 1606 становника (Мађари 1581 (98,4%), Немци 16, Словаци 2, Румуни 2, Срби 2 (0,1%) и осталих 3).
- Према попису из 1991. године је имао 1158 становника (Мађари 871 (75,3%), Срби 84 (7,3%), Словаци 59 (5,1%), Југословени 38, Румуни 24, Роми 20, Хрвати 10, Немци 9, Албанци 5, Бугари 2, Македонци 2, Црногорци 2, Русини 1, осталих 1, непознати 25, нису изјаснили 3, регија 2).
- У насељу Јерменовци живи 817 пунолетних становника, а просечна старост становништва износи 41,5 година (39,1 код мушкараца и 43,7 код жена). У насељу има 382 домаћинства, а просечан број чланова по домаћинству је 2,70.

Ово насеље је углавном насељено Мађарима (према попису из 2002. године), а у последња три пописа, примећен је пад у броју становника.
|  |

| Демографија | Демографија | Демографија |
| Година      | Становника  | Становника  |
| ----------- | ----------- | ----------- |
| 1948.       | 1.724       |             |
| 1953.       | 1.714       |             |
| 1961.       | 1.792       |             |
| 1971.       | 1.672       |             |
| 1981.       | 1.454       |             |
| 1991.       | 1.158       | 1.115       |
| 2002.       | 1.033       | 1.107       |
| 2011.       | 905         |             |

| Етнички састав према попису из 2002.‍ | Етнички састав према попису из 2002.‍ | Етнички састав према попису из 2002.‍ | Етнички састав према попису из 2002.‍ | Етнички састав према попису из 2002.‍ |
| ------------------------------------ | ------------------------------------ | ------------------------------------ | ------------------------------------ | ------------------------------------ |
|                                      |                                      |                                      |                                      |                                      |
| Мађари                               | Мађари                               |                                      | 714                                  | 69,11%                               |
| Срби                                 | Срби                                 |                                      | 113                                  | 10,93%                               |
| Словаци                              | Словаци                              |                                      | 64                                   | 6,19%                                |
| Југословени                          | Југословени                          |                                      | 20                                   | 1,93%                                |
| Румуни                               | Румуни                               |                                      | 19                                   | 1,83%                                |
| Роми                                 | Роми                                 |                                      | 17                                   | 1,64%                                |
| Хрвати                               | Хрвати                               |                                      | 5                                    | 0,48%                                |
| Немци                                | Немци                                |                                      | 3                                    | 0,29%                                |
| Македонци                            | Македонци                            |                                      | 3                                    | 0,29%                                |
| Црногорци                            | Црногорци                            |                                      | 1                                    | 0,09%                                |
| Словенци                             | Словенци                             |                                      | 1                                    | 0,09%                                |
| Русини                               | Русини                               |                                      | 1                                    | 0,09%                                |
| непознато                            | непознато                            |                                      | 47                                   | 4,54%                                |

| \| \| м \| \| \| ж \| \| ? \| 0 \| \| \| 0 \| \| 80+ \| 10 \| \| \| 19 \| \| 75—79 \| 6 \| \| \| 34 \| \| 70—74 \| 29 \| \| \| 40 \| \| 65—69 \| 37 \| \| \| 42 \| \| 60—64 \| 17 \| \| \| 27 \| \| 55—59 \| 33 \| \| \| 27 \| \| 50—54 \| 29 \| \| \| 45 \| \| 45—49 \| 50 \| \| \| 29 \| \| 40—44 \| 37 \| \| \| 36 \| \| 35—39 \| 35 \| \| \| 36 \| \| 30—34 \| 33 \| \| \| 33 \| \| 25—29 \| 33 \| \| \| 31 \| \| 20—24 \| 21 \| \| \| 23 \| \| 15—19 \| 27 \| \| \| 34 \| \| 10—14 \| 39 \| \| \| 35 \| \| 5—9 \| 31 \| \| \| 25 \| \| 0—4 \| 28 \| \| \| 22 \| \| Просек : \| 39,1 \| \| \| 43,7 \| |      |  |  |      |
| |      |  |  |      |
| | м    |  |  | ж    |
| ? | 0    |  |  | 0    |
| 80+ | 10   |  |  | 19   |
| 75—79 | 6    |  |  | 34   |
| 70—74 | 29   |  |  | 40   |
| 65—69 | 37   |  |  | 42   |
| 60—64 | 17   |  |  | 27   |
| 55—59 | 33   |  |  | 27   |
| 50—54 | 29   |  |  | 45   |
| 45—49 | 50   |  |  | 29   |
| 40—44 | 37   |  |  | 36   |
| 35—39 | 35   |  |  | 36   |
| 30—34 | 33   |  |  | 33   |
| 25—29 | 33   |  |  | 31   |
| 20—24 | 21   |  |  | 23   |
| 15—19 | 27   |  |  | 34   |
| 10—14 | 39   |  |  | 35   |
| 5—9 | 31   |  |  | 25   |
| 0—4 | 28   |  |  | 22   |
| Просек : | 39,1 |  |  | 43,7 |

| Година пописа     | 1948. | 1953. | 1961. | 1971. | 1981. | 1991. | 2002. |
| ----------------- | ----- | ----- | ----- | ----- | ----- | ----- | ----- |
| Број домаћинстава | 470   | 496   | 579   | 528   | 498   | 428   | 382   |

| Број чланова      | 1  | 2  | 3  | 4  | 5  | 6  | 7 | 8 | 9 | 10 и више | Просек |
| ----------------- | -- | -- | -- | -- | -- | -- | - | - | - | --------- | ------ |
| Број домаћинстава | 99 | 98 | 85 | 48 | 29 | 16 | 6 | 1 | 0 | 0         | 2,70   |

| Пол    | Укупно | Неожењен/Неудата | Ожењен/Удата | Удовац/Удовица | Разведен/Разведена | Непознато |
| ------ | ------ | ---------------- | ------------ | -------------- | ------------------ | --------- |
| Мушки  | 397    | 94               | 267          | 20             | 15                 | 1         |
| Женски | 456    | 59               | 265          | 116            | 16                 | 0         |
| УКУПНО | 853    | 153              | 532          | 136            | 31                 | 1         |

| Пол    | Укупно                    | Пољопривреда, лов и шумарство | Рибарство                            | Вађење руде и камена | Прерађивачка индустрија       |
| ------ | ------------------------- | ----------------------------- | ------------------------------------ | -------------------- | ----------------------------- |
| Мушки  | 209                       | 93                            | 0                                    | 33                   | 45                            |
| Женски | 124                       | 39                            | 0                                    | 3                    | 48                            |
| Укупно | 333                       | 132                           | 0                                    | 36                   | 93                            |
|        |                           |                               |                                      |                      |                               |
| Пол    | Производња и снабдевање   | Грађевинарство                | Трговина                             | Хотели и ресторани   | Саобраћај, складиштење и везе |
| Мушки  | 1                         | 2                             | 10                                   | 2                    | 3                             |
| Женски | 0                         | 0                             | 12                                   | 1                    | 0                             |
| Укупно | 1                         | 2                             | 22                                   | 3                    | 3                             |
|        |                           |                               |                                      |                      |                               |
| Пол    | Финансијско посредовање   | Некретнине                    | Државна управа и одбрана             | Образовање           | Здравствени и социјални рад   |
| Мушки  | 0                         | 1                             | 3                                    | 5                    | 5                             |
| Женски | 1                         | 0                             | 1                                    | 6                    | 10                            |
| Укупно | 1                         | 1                             | 4                                    | 11                   | 15                            |
|        |                           |                               |                                      |                      |                               |
| Пол    | Остале услужне активности | Приватна домаћинства          | Екстериторијалне организације и тела | Непознато            | Непознато                     |
| Мушки  | 5                         | 0                             | 0                                    | 1                    | 1                             |
| Женски | 1                         | 0                             | 0                                    | 2                    | 2                             |
| Укупно | 6                         | 0                             | 0                                    | 3                    | 3                             |